# Slopné
Slopné ist eine Gemeinde im Zlínský kraj in Tschechien. Sie liegt im Süden der Mährischen Walachei bei Vizovice.
Slopné erstreckt sich entlang des Baches Horní Olšava, der unterhalb des Dorfes in den Luhačovický potok einmündet.

## Geschichte
Die erste schriftliche Erwähnung stammt aus dem Jahr 1261. Tschechisch ist der Ort bis 1890 als Slopná ausgewiesen worden, deutsche Namen waren Slopna und Slopne (1939).

## Sehenswürdigkeiten
- Rochus-Kirche